# 심일관내각
심일관내각(沈一貫內閣)은 만력(萬曆) 29년(1601) 9월 13일(양력 1601년 10월 8일)에 시작하여 만력34년(1606) 7월 16일(양력 1606년 8월 19일)에 종료되었다. 명(明) 신종(神宗) 만력제(萬曆帝) 통치 하 제8 내각이다. 당시 소보(少保) 이부상서(吏部尙書) 겸 무영전대학사(武英殿大學士) 심일관(沈一貫)이 조각하였다.
심일관내각에서는 동림당쟁(東林黨爭)이라는 붕당 정치가 크게 발전하였다. 혁직된 이부낭중(吏部郞中) 고헌성(顧憲成)이 동림당(東林黨)을 만들어 심일관이 주도한 제초절당(齊楚浙黨)과 서로 경쟁하였다. 만력33년(1605) 동림당원 이부시랑(吏部侍郞) 양시교(楊時喬)가 경찰(京察, 북경에 주재하는 관료들에 대한 인사 고과)을 주도하자, 이를 기회로 절당(浙黨)을 공격하였고, 좌도어사(左都御史) 온순(溫純) 등이 절당원 전몽고(錢夢臯)를 탄핵하여 전몽고는 폄적(貶謫)되어 절당의 원한을 샀다. 심일관은 만력제에게 상소하여 고찰이 불공정하다는 것을 주장하였고, 지를 내려 전몽고 등을 복직시킬 것을 건의하였다. 보결낭중(補缺郞中) 유원진(劉元珍)은 재차 전몽고를 탄핵할 것을 상주하였다. 상주문에서는 심일관을 간접적으로 공격하였다. 만력제는 군신들에게 상의할 것을 지시하였고, 심일관은 '유원진을 정장(廷杖, 조정 대신에게 장형을 내림)하지 않으면 공의는 그치지 않는다(不廷杖劉元珍, 公議不可息)'고 상주하였다. 유원진은 정장을 당하였고 전몽고 등은 유임되었다. 유원진은 1질(秩, 10년치에 해당하는 봉록) 강등되고 변방 군대로 충원되었다. 이부원외랑(吏部員外郞) 하찬연(賀燦然)과 남경어사(南京御史) 주오필(朱吾弼) 등도 잇달아 상주하여, 경찰이 심일관으로 인하여 제대로 이뤄지지 않는다고 주장하였다. 병부주사(兵部主事) 방시옹(龐時雍)은 심일관의 죄상을 상주하였다. 만력제는 대노하여 방시옹, 하찬연, 유원진을 3질(秩) 강등시키고 변방 군대로 충원시켰다. 어사(御史) 후경원(侯慶遠)과 이염(李冉) 등은 구원하려 하였으나 만력제는 유원진 등을 삭적(削籍)하고 제명하였으며, 전몽고 등을 면직시켰으나, 심일관은 유임하여 내각수보(內閣首輔)로 삼았다. 이를 역사에서는 경찰지쟁(京察之爭)이라 한다.
만력34년(1606) 7월, 남경이부급사중(南京吏部給事中) 진량훈(陳良訓)과 어사(御史) 손거상(孫居相)이 다시 심일관을 탄핵하였고, 같은달 16일, 심일관과 차보(次輔) 심리(沈鯉)는 잇달아 사임하였다. 같은날, 주갱(朱賡)이 심일관을 대신하여 내각수보에 올랐다.